# Connaux
Connaux [kɔno] est une commune française située dans le nord-est du département du Gard, en région Occitanie.
Exposée à un climat méditerranéen, elle est drainée par la Tave et par divers autres petits cours d'eau.
Connaux est une commune rurale qui compte 1 702 habitants en 2022, après avoir connu une forte hausse de la population depuis 1962. Elle est ville-centre de l'unité urbaine de Connaux et fait partie de l'aire d'attraction de Bagnols-sur-Cèze. Ses habitants sont appelés les Connaulais ou Connaulaises.

## Géographie

### Localisation
La commune est située à 9 km de Bagnols-sur-Cèze et 26 km d'Orange.

### Communes limitrophes
|        | Tresques  | Laudun-l'Ardoise     |
| Gaujac | Connaux   | Saint-Paul-les-Fonts |
|        | Pouzilhac |                      |

### Climat
Pour des articles plus généraux, voir Climat de l'Occitanie et Climat du Gard.
En 2010, le climat de la commune est de type climat méditerranéen franc, selon une étude s'appuyant sur une série de données couvrant la période 1971-2000. En 2020, Météo-France publie une typologie des climats de la France métropolitaine dans laquelle la commune est exposée à un climat méditerranéen et est dans la région climatique Provence, Languedoc-Roussillon, caractérisée par une pluviométrie faible en été, un très bon ensoleillement (2 600 h/an), un été chaud (21,5 °C), un air très sec en été, sec en toutes saisons, des vents forts (fréquence de 40 à 50 % de vents > 5 m/s) et peu de brouillards.
Pour la période 1971-2000, la température annuelle moyenne est de 13,7 °C, avec une amplitude thermique annuelle de 17,6 °C. Le cumul annuel moyen de précipitations est de 789 mm, avec 5,8 jours de précipitations en janvier et 3 jours en juillet. Pour la période 1991-2020, la température moyenne annuelle observée sur la station météorologique la plus proche, située sur la commune de Cavillargues à 6 km à vol d'oiseau, est de 14,1 °C et le cumul annuel moyen de précipitations est de 845,8 mm,. Pour l'avenir, les paramètres climatiques de la commune estimés pour 2050 selon différents scénarios d'émission de gaz à effet de serre sont consultables sur un site dédié publié par Météo-France en novembre 2022.

### Milieux naturels et biodiversité
Aucun espace naturel présentant un intérêt patrimonial n'est recensé sur la commune dans l'inventaire national du patrimoine naturel,,.

## Urbanisme

### Typologie
Au 1er janvier 2024, Connaux est catégorisée bourg rural, selon la nouvelle grille communale de densité à sept niveaux définie par l'Insee en 2022.
Elle appartient à l'unité urbaine de Connaux, une agglomération intra-départementale regroupant deux  communes, dont elle est ville-centre,,. Par ailleurs la commune fait partie de l'aire d'attraction de Bagnols-sur-Cèze, dont elle est une commune de la couronne,. Cette aire, qui regroupe 30 communes, est catégorisée dans les aires de moins de 50 000 habitants,.

### Occupation des sols
L'occupation des sols de la commune, telle qu'elle ressort de la base de données européenne d’occupation biophysique des sols Corine Land Cover (CLC), est marquée par l'importance des territoires agricoles (45,4 % en 2018), en diminution par rapport à 1990 (47,1 %). La répartition détaillée en 2018 est la suivante :
cultures permanentes (45,4 %), forêts (36,9 %), zones urbanisées (11,2 %), milieux à végétation arbustive et/ou herbacée (3,6 %), zones industrielles ou commerciales et réseaux de communication (2,9 %). L'évolution de l’occupation des sols de la commune et de ses infrastructures peut être observée sur les différentes représentations cartographiques du territoire : la carte de Cassini (XVIIIe siècle), la carte d'état-major (1820-1866) et les cartes ou photos aériennes de l'IGN pour la période actuelle (1950 à aujourd'hui).

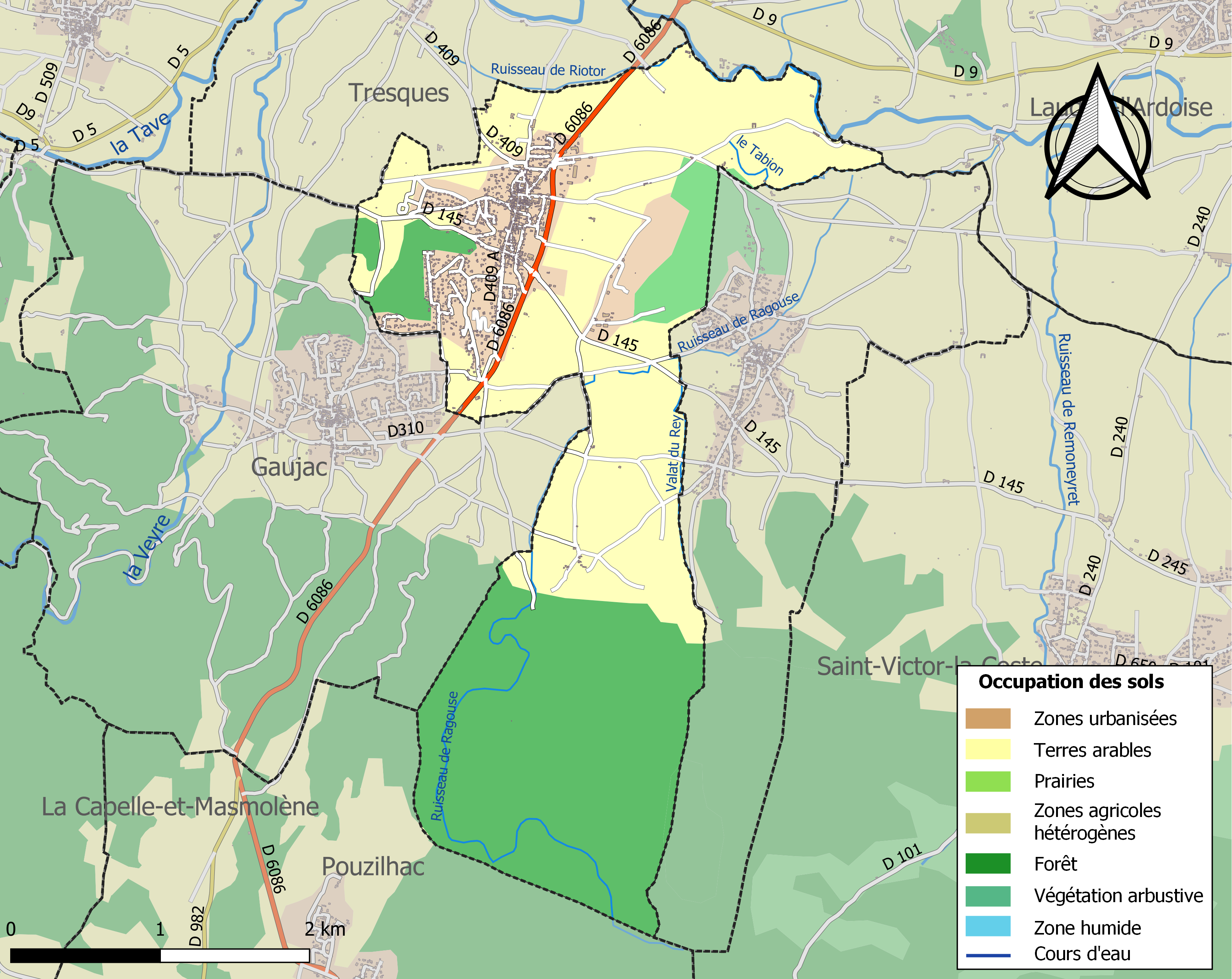
Carte des infrastructures et de l'occupation des sols de la commune en 2018 (CLC).

### Risques majeurs
Le territoire de la commune de Connaux est vulnérable à différents aléas naturels : météorologiques (tempête, orage, neige, grand froid, canicule ou sécheresse), inondations, feux de forêts, mouvements de terrains et séisme (sismicité modérée). Il est également exposé à deux risques technologiques, le transport de matières dangereuses et le risque nucléaire, et à un risque particulier : le risque de radon. Un site publié par le BRGM permet d'évaluer simplement et rapidement les risques d'un bien localisé soit par son adresse soit par le numéro de sa parcelle.

#### Risques naturels
Certaines parties du territoire communal sont susceptibles d’être affectées par le risque d’inondation par débordement de cours d'eau et par une crue torrentielle ou à montée rapide de cours d'eau, notamment la Tave. La commune a été reconnue en état de catastrophe naturelle au titre des dommages causés par les inondations et coulées de boue survenues en 1982, 1990, 1996, 1998, 2002 et 2014,.

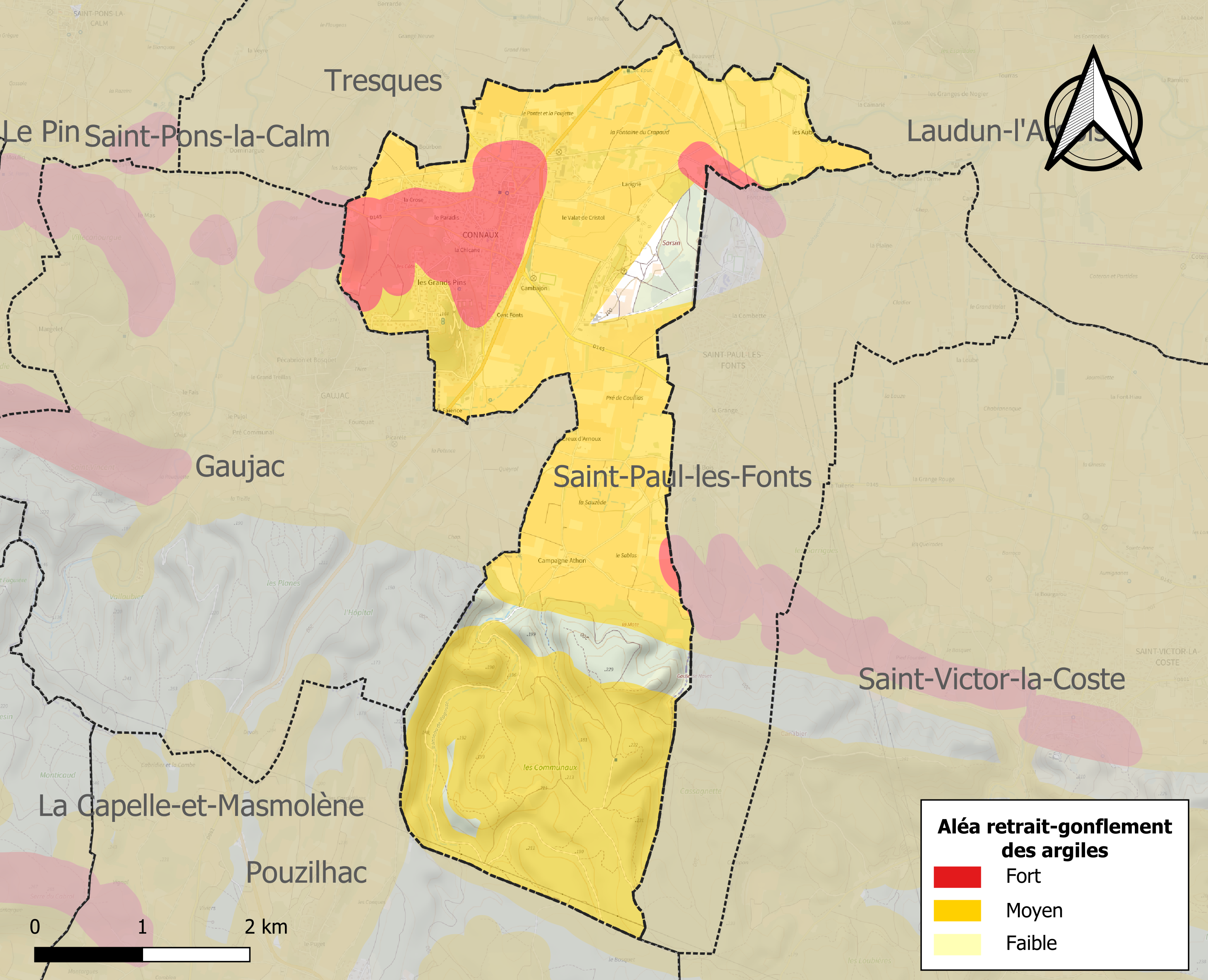
Carte des zones d'aléa retrait-gonflement des sols argileux de Connaux.

La commune est vulnérable au risque de mouvements de terrains constitué principalement du retrait-gonflement des sols argileux. Cet aléa est susceptible d'engendrer des dommages importants aux bâtiments en cas d’alternance de périodes de sécheresse et de pluie. 91,3 % de la superficie communale est en aléa moyen ou fort (67,5 % au niveau départemental et 48,5 % au niveau national). Sur les 724 bâtiments dénombrés sur la commune en 2019, 724 sont en aléa moyen ou fort, soit 100 %, à comparer aux 90 % au niveau départemental et 54 % au niveau national. Une cartographie de l'exposition du territoire national au retrait gonflement des sols argileux est disponible sur le site du BRGM,.
Par ailleurs, afin de mieux appréhender le risque d’affaissement de terrain, l'inventaire national des cavités souterraines permet de localiser celles situées sur la commune.

#### Risques technologiques
Le risque de transport de matières dangereuses sur la commune est lié à sa traversée par des infrastructures routières ou ferroviaires importantes ou la présence d'une canalisation de transport d'hydrocarbures. Un accident se produisant sur de telles infrastructures est en effet susceptible d’avoir des effets graves au bâti ou aux personnes jusqu’à 350 m, selon la nature du matériau transporté. Des dispositions d’urbanisme peuvent être préconisées en conséquence.
La commune étant située dans le périmètre de sûreté autour du site nucléaire de Marcoule, elle est exposée au risque nucléaire. En cas d'incident ou d'accident nucléaire, lors du déclenchement du signal d’alerte, les habitants concernés doivent se confiner (obstruer toutes les entrées d’air - portes, fenêtres, aérations, cheminées -, arrêter la ventilation), se mettre à l’écoute de la radio, s’éloigner des portes et fenêtres, ne pas fumer, ne pas téléphoner, ne pas chercher à rejoindre les membres de sa famille (ils sont eux aussi protégés), ne sortir qu’en fin d’alerte ou sur ordre d’évacuation.

#### Risque particulier
Dans plusieurs parties du territoire national, le radon, accumulé dans certains logements ou autres locaux, peut constituer une source significative d’exposition de la population aux rayonnements ionisants. Certaines communes du département sont concernées par le risque radon à un niveau plus ou moins élevé. Selon la classification de 2018, la commune de Connaux est classée en zone 2, à savoir zone à potentiel radon faible mais sur lesquelles des facteurs géologiques particuliers peuvent faciliter le transfert du radon vers les bâtiments.

## Toponymie
Occitan Conauç, attesté par les formes anciennes : Connaussium, 1384, Connaur, 1620 se note avec une finale -ç selon les règles de la graphie classique, sa prononciation locale es /s/. La lettre O de l'occitan note le son /u/ ce qui explique la francisation en OU.
Ses habitants sont les Connaulais.

## Histoire

### Moyen Âge
Au XIIe siècle des moines Bénédictins de Saint-Pierre-de-Castres bâtirent sur un rocher, situé sur une vaste plaine marécageuse, une enceinte flanquée de quatre tours et érigèrent les premières maisons autour d'une modeste église de style romano-byzantin, ils fondèrent ainsi la paroisse de Conatis (en latin Connassium ou Connaussium). Les premiers habitants furent les gens du village Daton, situé à quelques kilomètres au sud, rasé par ordre du roi mécontent du comportement du seigneur de ce village. La plaine marécageuse et les coteaux voisins furent distribués aux habitants et cette surface malsaine fut changée en une plaine fertile.
Le premier dénombrement de 1384 mentionne 8 feux (famille).

### Révolution française et Empire
Le village prendra le nom de Connaux en 1789 sous le mandat du premier maire Alexis Gensoul, après le départ des moines.

### Époque contemporaine

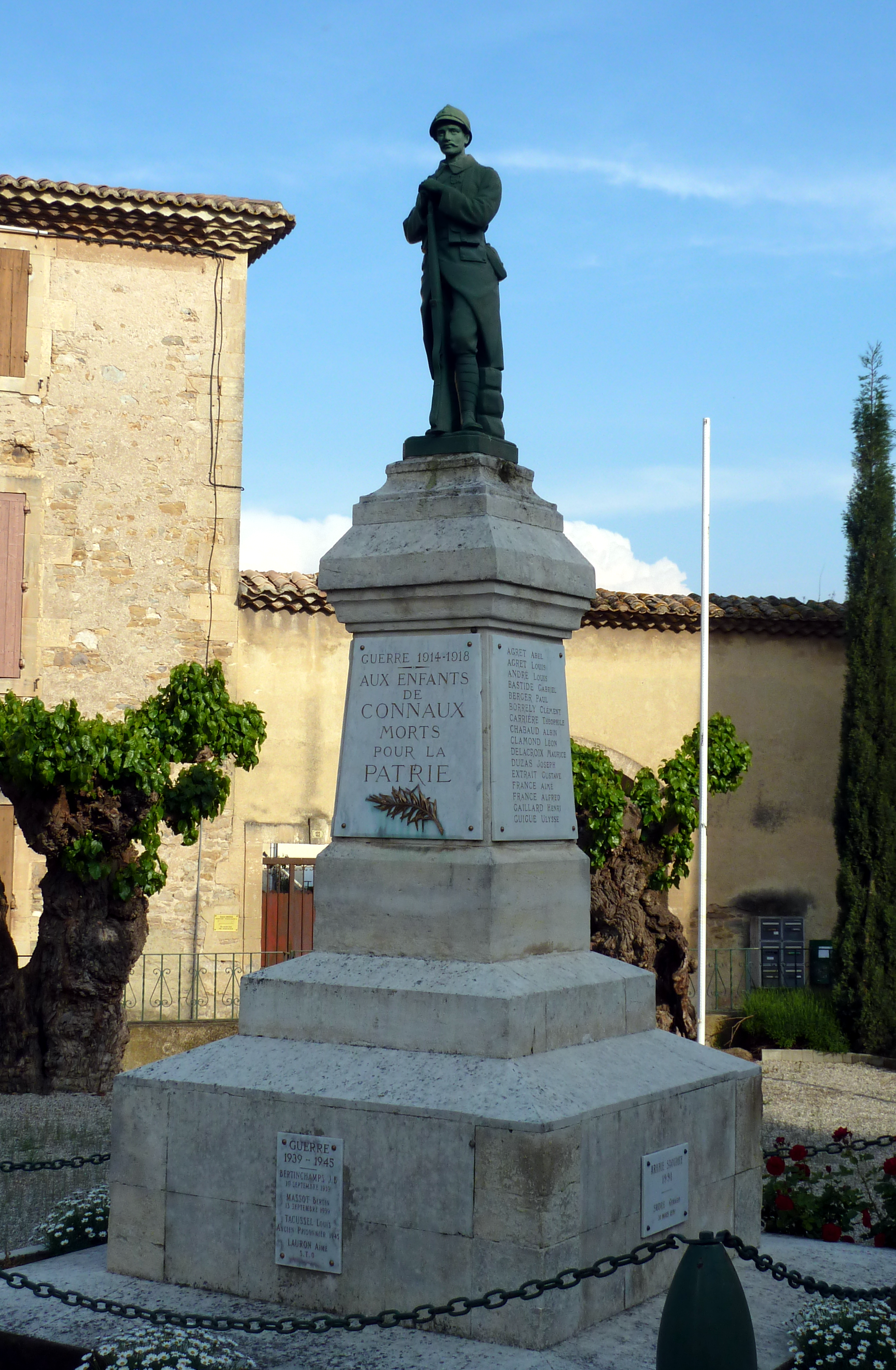
Monument aux morts.

Le village de Connaux est devenu célèbre pour le libellé de son monument aux morts. Celui-ci porte en effet l'inscription : « Aux enfants de Connaux morts pour la patrie », dont l'homophonie peut être fâcheuse. Cette particularité a fait reprendre par des mouvements antimilitaristes la photo de cette inscription à titre d'emblème.

## Politique et administration

### Liste des maires
| Période                                  | Période   | Identité             | Étiquette | Qualité                      |
| ---------------------------------------- | --------- | -------------------- | --------- | ---------------------------- |
| 1789                                     | 1791      | Alexis Gensoul       |           |                              |
| 1791                                     | 1800      | Joseph Agniel        |           |                              |
| 1800                                     | 1818      | Benoît Fougasse      |           |                              |
| 1818                                     | 1825      | Jean-Joseph Lacroix  |           |                              |
| 1825                                     | 1830      | D Agniel             |           |                              |
| 1830                                     | 1835      | Jean-Baptiste Rey    |           |                              |
| 1835                                     | 1848      | Basile Gensoul       |           |                              |
| 1848                                     | 1851      | Adolphe Goubie       |           |                              |
| 1851                                     | 1865      | Ferdinand Lacroix    |           |                              |
| 1865                                     | 1912      | Joseph Maurensac     |           |                              |
| 1912                                     | 1919      | Joseph Boucoyran     |           |                              |
| 1919                                     | 1925      | Henri Maurensac      |           |                              |
| 1925                                     | 1935      | Joseph Chabaud       |           |                              |
| 1935                                     | 1941      | Fernand Rey          |           |                              |
| 1941                                     | 1944      | Damien Agniel        |           |                              |
| 1944                                     | 1959      | Fernand Rey          |           |                              |
| 1959                                     | 1985      | Lucien Laville       |           |                              |
| 1985                                     | mars 2008 | Jacky Lacroix        | DVD       |                              |
| 2008                                     | 2014      | Pascal Pellat        |           |                              |
| 2014                                     | 2020      | Jean-Claude Tichadou | SE        | Retraité Fonction publique   |
| 2020                                     | En cours  | Stéphane Maurin      | SE        | Gendarme réserviste/Marcoule |
| Les données manquantes sont à compléter. |           |                      |           |                              |

### Conseil Municipal
1er adjoint : Gérard Chevalier / 2e adjoint : Alexandra Vuignier / 3e adjoint : Rémy Loye / 4e adjoint : Amélie Laurent / 5e adjoint : Mathieu Burillo / Conseillère déléguée : Florence Burillo / Conseiller Municipaux: Chloé Polito-Terral, Eric Boucault, Michelle Dumas, Frédéric Nussbaum, Audrey Husson, Flavien Feriolo, Christiane Court, William Bernard, Michel Dieudonné, Alexandre Philip, Béatrice Bousquet.

### Jumelages
- Chiny (Belgique)

## Population et société

### Démographie
L'évolution du nombre d'habitants est connue à travers les recensements de la population effectués dans la commune depuis 1793. Pour les communes de moins de 10 000 habitants, une enquête de recensement portant sur toute la population est réalisée tous les cinq ans, les populations de référence des années intermédiaires étant quant à elles estimées par interpolation ou extrapolation. Pour la commune, le premier recensement exhaustif entrant dans le cadre du nouveau dispositif a été réalisé en 2005.

En 2022, la commune comptait 1 702 habitants, en évolution de +2,41 % par rapport à 2016 (Gard : +2,97 %, France hors Mayotte : +2,11 %).
| 1793 | 1800 | 1806 | 1821 | 1831  | 1836  | 1841  | 1846  | 1851  |
| ---- | ---- | ---- | ---- | ----- | ----- | ----- | ----- | ----- |
| 972  | 832  | 900  | 924  | 1 010 | 1 034 | 1 145 | 1 088 | 1 134 |

| 1856  | 1861  | 1866  | 1872  | 1876  | 1881  | 1886  | 1891 | 1896 |
| ----- | ----- | ----- | ----- | ----- | ----- | ----- | ---- | ---- |
| 1 214 | 1 183 | 1 198 | 1 128 | 1 114 | 1 194 | 1 094 | 985  | 989  |

| 1901 | 1906 | 1911 | 1921 | 1926 | 1931 | 1936 | 1946 | 1954 |
| ---- | ---- | ---- | ---- | ---- | ---- | ---- | ---- | ---- |
| 933  | 903  | 831  | 857  | 797  | 818  | 758  | 517  | 528  |

| 1962 | 1968 | 1975 | 1982  | 1990  | 1999  | 2005  | 2006  | 2010  |
| ---- | ---- | ---- | ----- | ----- | ----- | ----- | ----- | ----- |
| 632  | 744  | 979  | 1 212 | 1 450 | 1 623 | 1 612 | 1 611 | 1 563 |

| 2015  | 2020  | 2022  | - | - | - | - | - | - |
| ----- | ----- | ----- | - | - | - | - | - | - |
| 1 668 | 1 701 | 1 702 | - | - | - | - | - | - |

## Économie

### Revenus
En 2018 (données Insee publiées en septembre 2021), la commune compte 730 ménages fiscaux, regroupant 1 712 personnes. La médiane du revenu disponible par unité de consommation est de 22 110 € (20 020 € dans le département).

### Emploi
|                | 2008   | 2013   | 2018  |
| -------------- | ------ | ------ | ----- |
| Commune        | 8,5 %  | 10,1 % | 9,8 % |
| Département    | 10,6 % | 12 %   | 12 %  |
| France entière | 8,3 %  | 10 %   | 10 %  |

En 2018, la population âgée de 15 à 64 ans s'élève à 972 personnes, parmi lesquelles on compte 75,3 % d'actifs (65,5 % ayant un emploi et 9,8 % de chômeurs) et 24,7 % d'inactifs,. En 2018, le taux de chômage communal (au sens du recensement) des 15-64 ans est inférieur à celui de la France et du département, alors qu'en 2008 il était supérieur à celui de la France.
La commune fait partie de la couronne de l'aire d'attraction de Bagnols-sur-Cèze, du fait qu'au moins 15 % des actifs travaillent dans le pôle,. Elle compte 268 emplois en 2018, contre 247 en 2013 et 235 en 2008. Le nombre d'actifs ayant un emploi résidant dans la commune est de 642, soit un indicateur de concentration d'emploi de 41,7 % et un taux d'activité parmi les 15 ans ou plus de 53,4 %.
Sur ces 642 actifs de 15 ans ou plus ayant un emploi, 112 travaillent dans la commune, soit 17 % des habitants. Pour se rendre au travail, 86,4 % des habitants utilisent un véhicule personnel ou de fonction à quatre roues, 1,8 % les transports en commun, 6,5 % s'y rendent en deux-roues, à vélo ou à pied et 5,2 % n'ont pas besoin de transport (travail au domicile).

### Activités hors agriculture

#### Secteurs d'activités
138 établissements sont implantés à Connaux au 31 décembre 2019. Le tableau ci-dessous en détaille le nombre par secteur d'activité et compare les ratios avec ceux du département,.
| Secteur d'activité                                                                                        | Commune | Commune | Département |
| Secteur d'activité                                                                                        | Nombre  | %       | %           |
| --- | ------- | ------- | ----------- |
| Ensemble                                                                                                  | 138     | 100 %   | (100 %)     |
| Industrie manufacturière, industries extractives et autres                                                | 13      | 9,4 %   | (7,9 %)     |
| Construction                                                                                              | 18      | 13 %    | (15,5 %)    |
| Commerce de gros et de détail, transports, hébergement et restauration                                    | 43      | 31,2 %  | (30 %)      |
| Information et communication                                                                              | 2       | 1,4 %   | (2,2 %)     |
| Activités financières et d'assurance                                                                      | 2       | 1,4 %   | (3 %)       |
| Activités immobilières                                                                                    | 6       | 4,3 %   | (4,1 %)     |
| Activités spécialisées, scientifiques et techniques et activités de services administratifs et de soutien | 12      | 8,7 %   | (14,9 %)    |
| Administration publique, enseignement, santé humaine et action sociale                                    | 24      | 17,4 %  | (13,5 %)    |
| Autres activités de services                                                                              | 18      | 13 %    | (8,8 %)     |

Le secteur du commerce de gros et de détail, des transports, de l'hébergement et de la restauration est prépondérant sur la commune puisqu'il représente 31,2 % du nombre total d'établissements de la commune (43 sur les 138 entreprises implantées à Connaux), contre 30 % au niveau départemental.

#### Entreprises et commerces
L'entreprise ayant son siège social sur le territoire communal qui génère le plus de chiffre d'affaires en 2020 est :
- L'Atelier De Marjolaine, commerce de détail de fleurs, plantes, graines, engrais, animaux de compagnie et aliments pour ces animaux en magasin spécialisé (33 k€)

### Agriculture
|               | 1988 | 2000 | 2010 | 2020 |
| ------------- | ---- | ---- | ---- | ---- |
| Exploitations | 24   | 17   | 10   | 6    |
| SAU (ha)      | 250  | 275  | 341  | 354  |

La commune est dans les Garrigues, une petite région agricole occupant le centre du département du Gard. En 2020, l'orientation technico-économique de l'agriculture sur la commune est la culture de fruits ou d'autres cultures permanentes. Six exploitations agricoles ayant leur siège dans la commune sont dénombrées lors du recensement agricole de 2020 (24 en 1988). La superficie agricole utilisée est de 354 ha,,.

## Culture locale et patrimoine

### Édifices civils
- Les remparts : les remparts de la ville ont été réhabilités en maisons. Il en reste des tours rondes et une porte surmontée d'une tour avec une horloge et une cloche.
- Le monument aux morts, surmonté de la statue du Poilu au repos, réalisée par Étienne Camus.

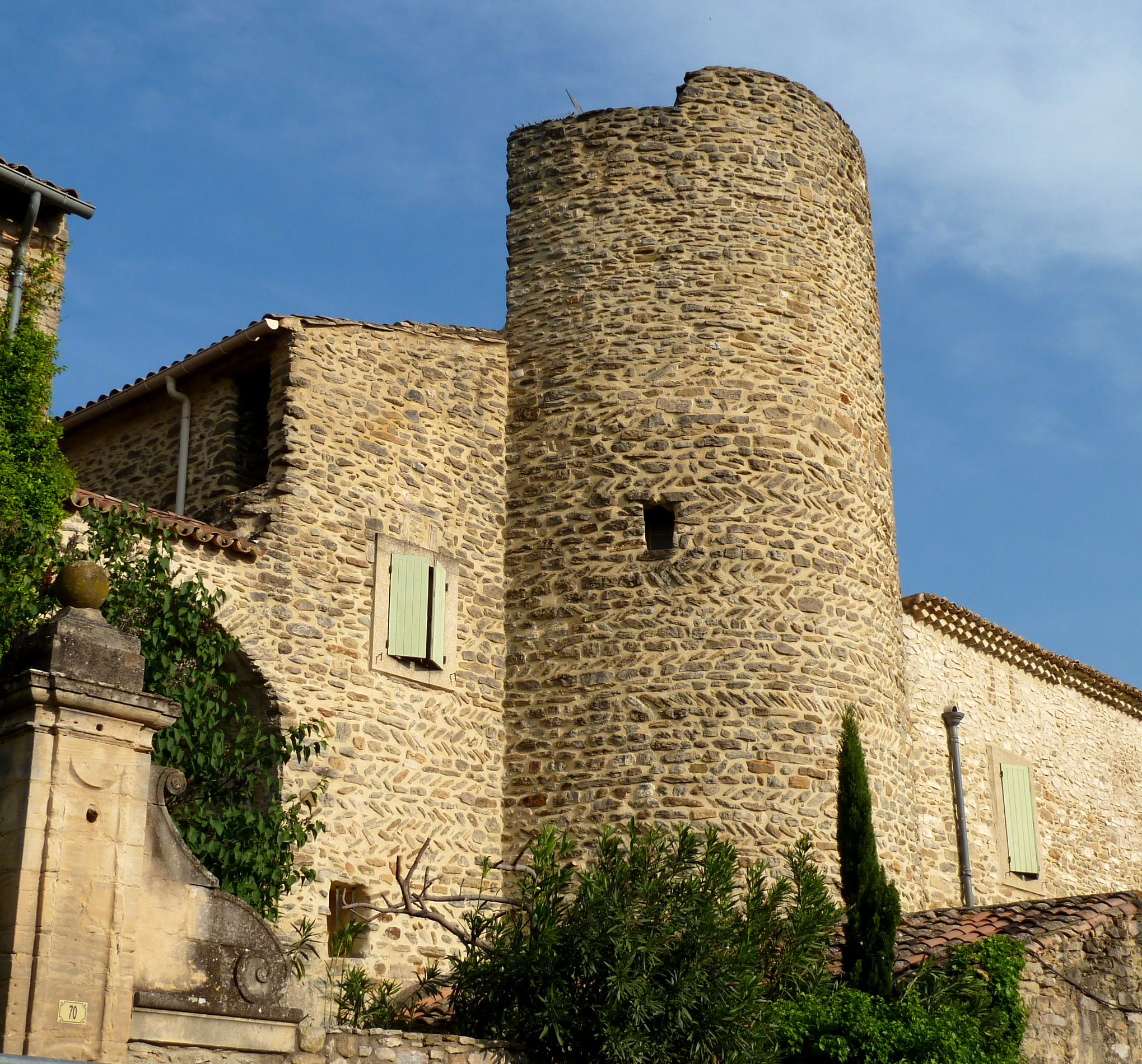
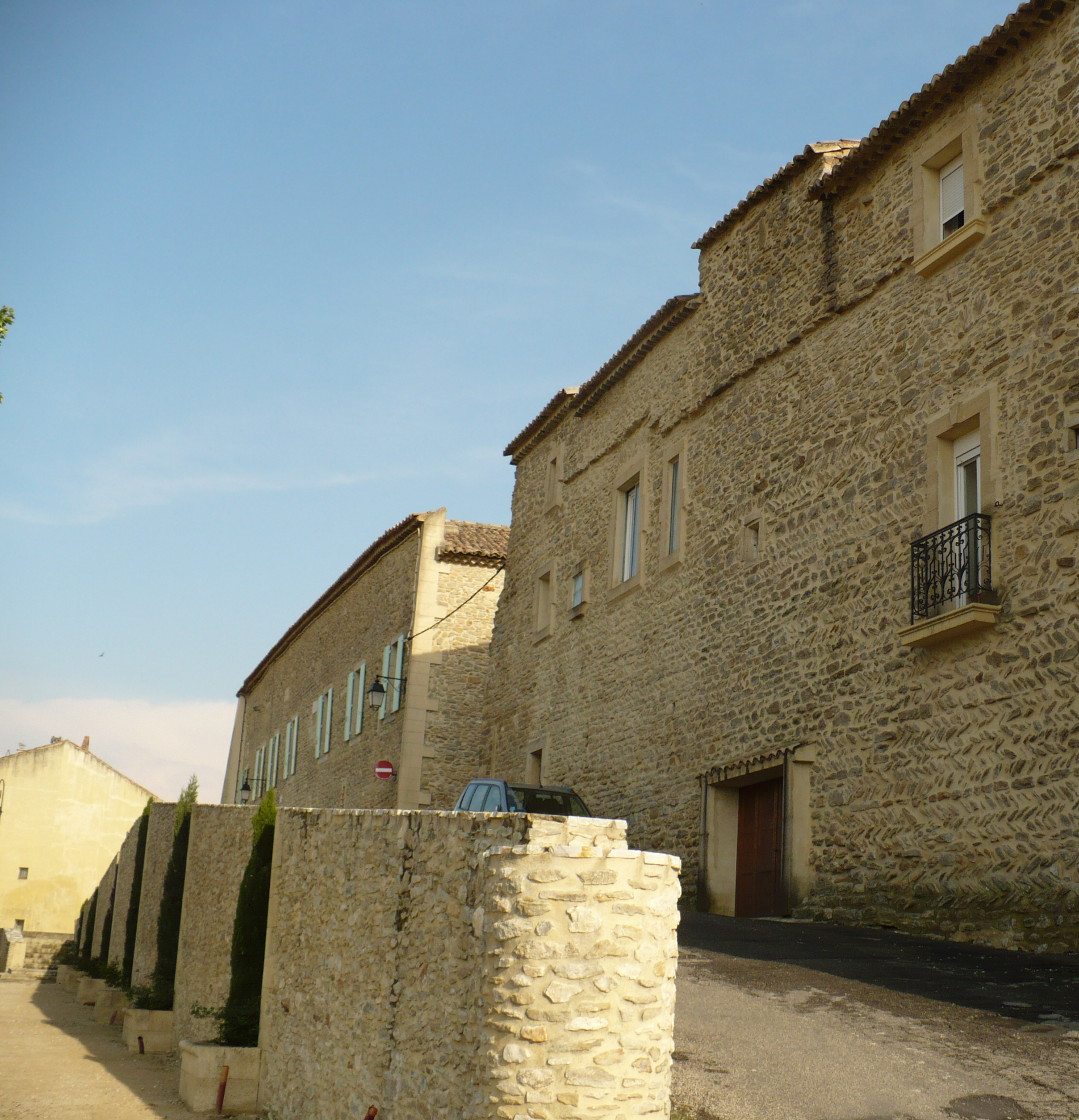

### Édifices religieux
- L'église paroissiale Saint-Benoît.

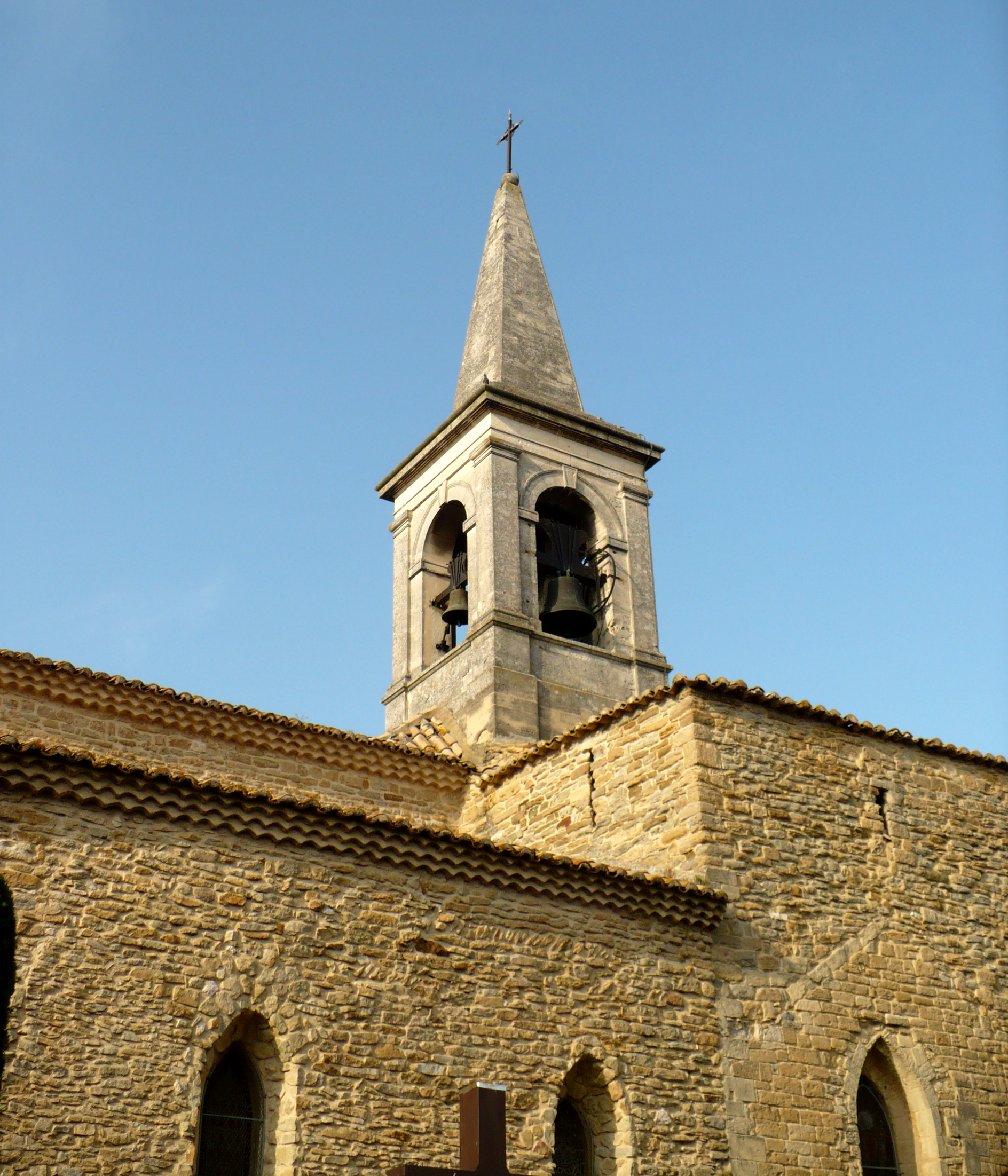
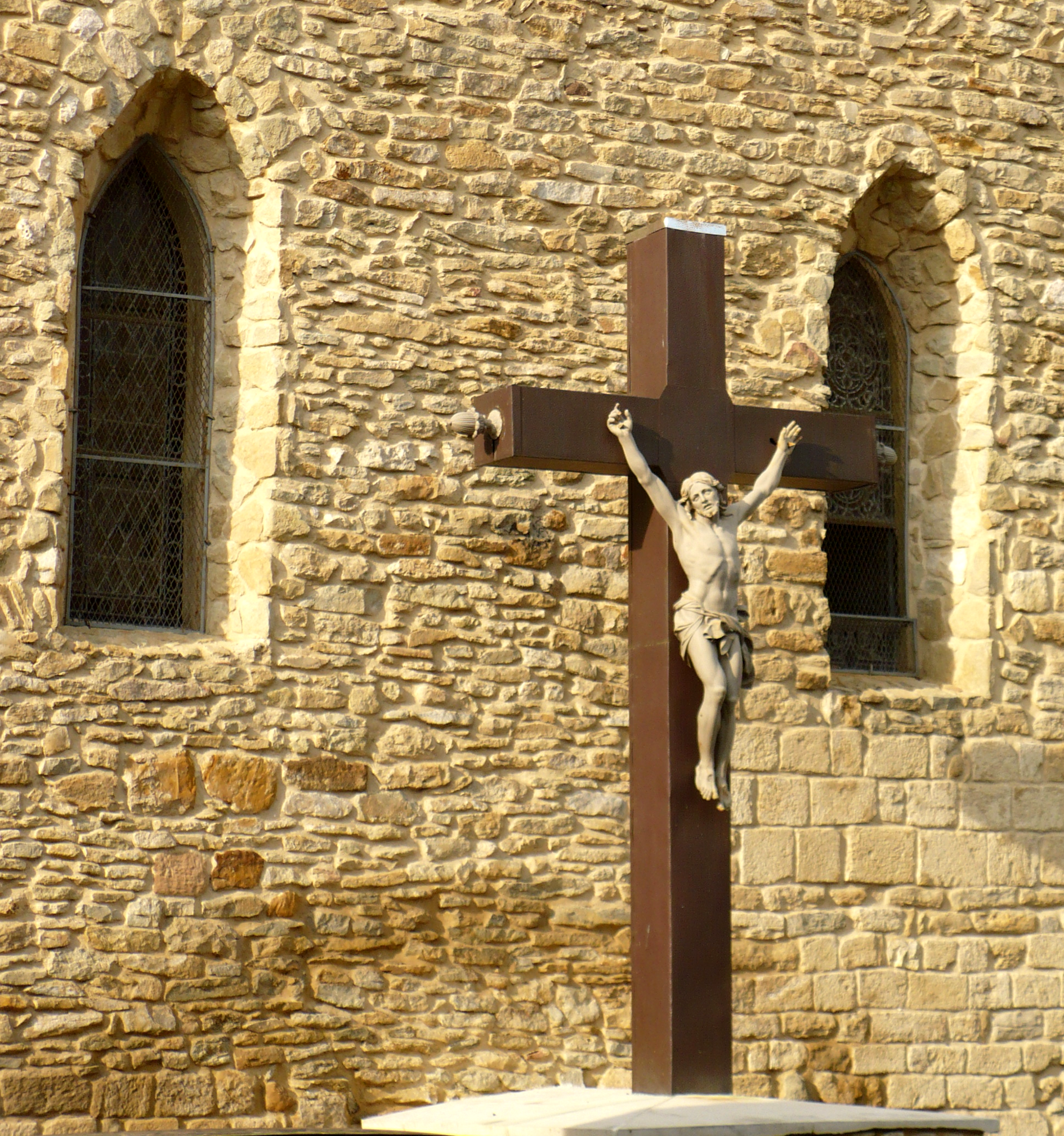
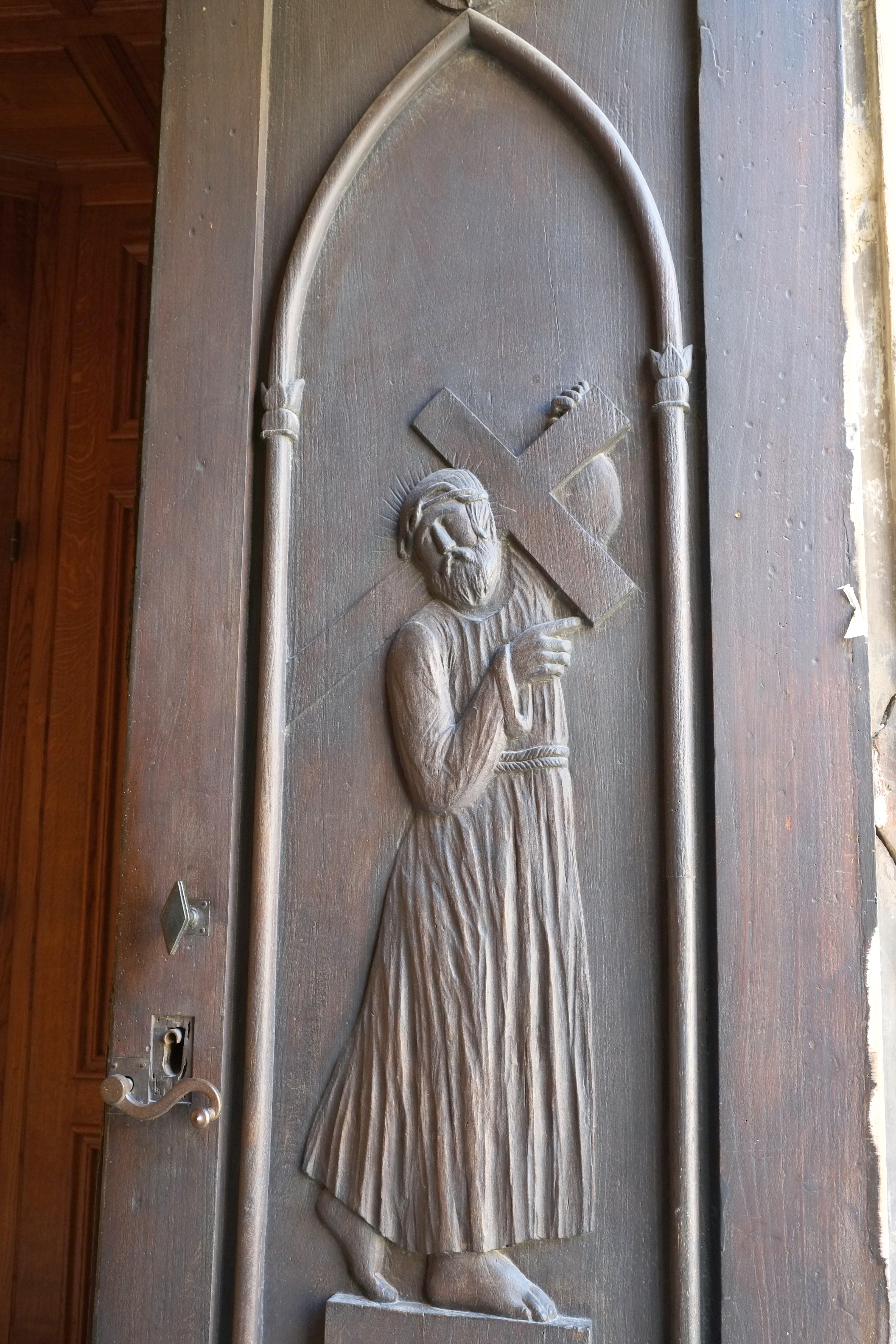

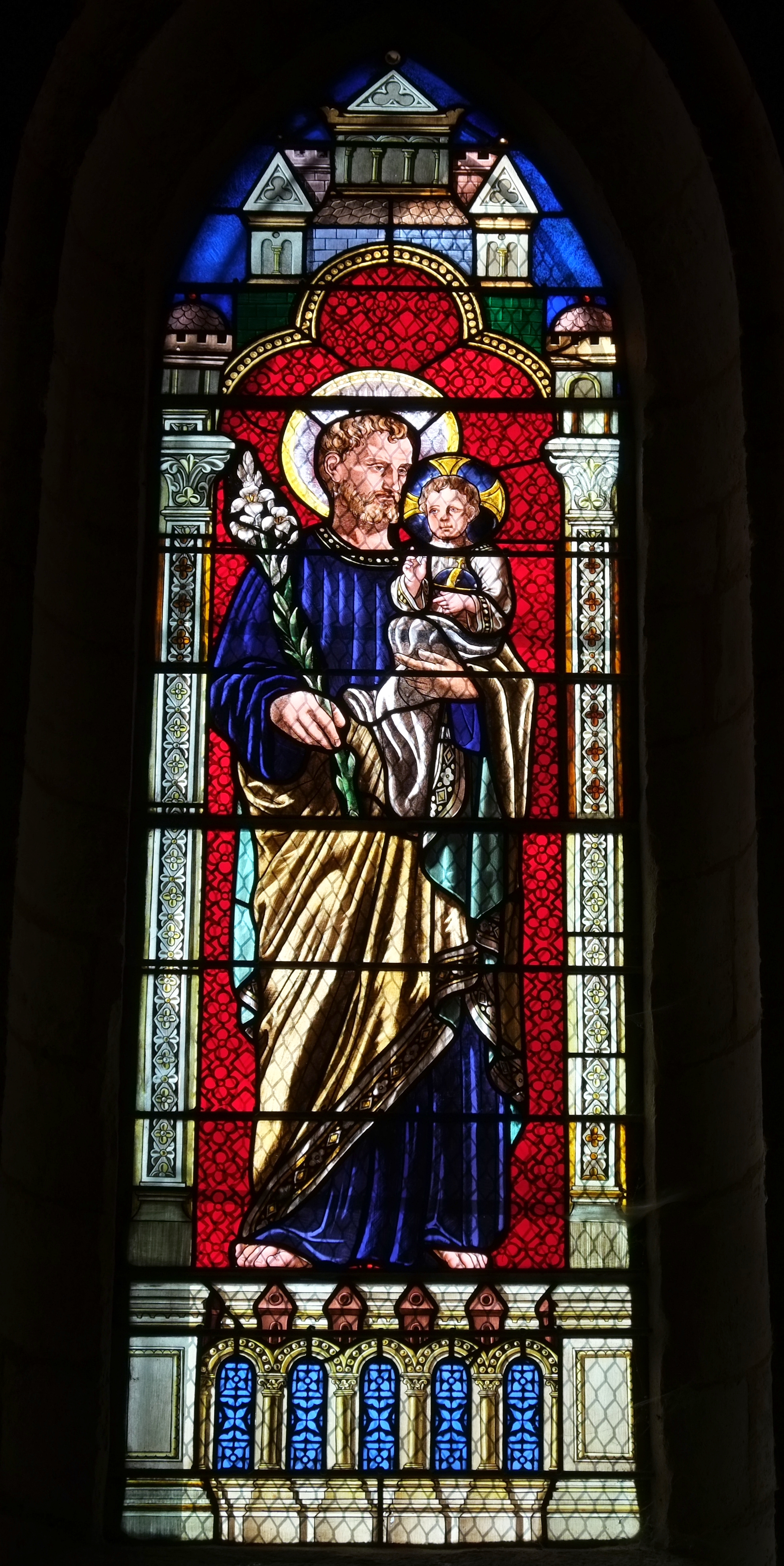
Saint Joseph
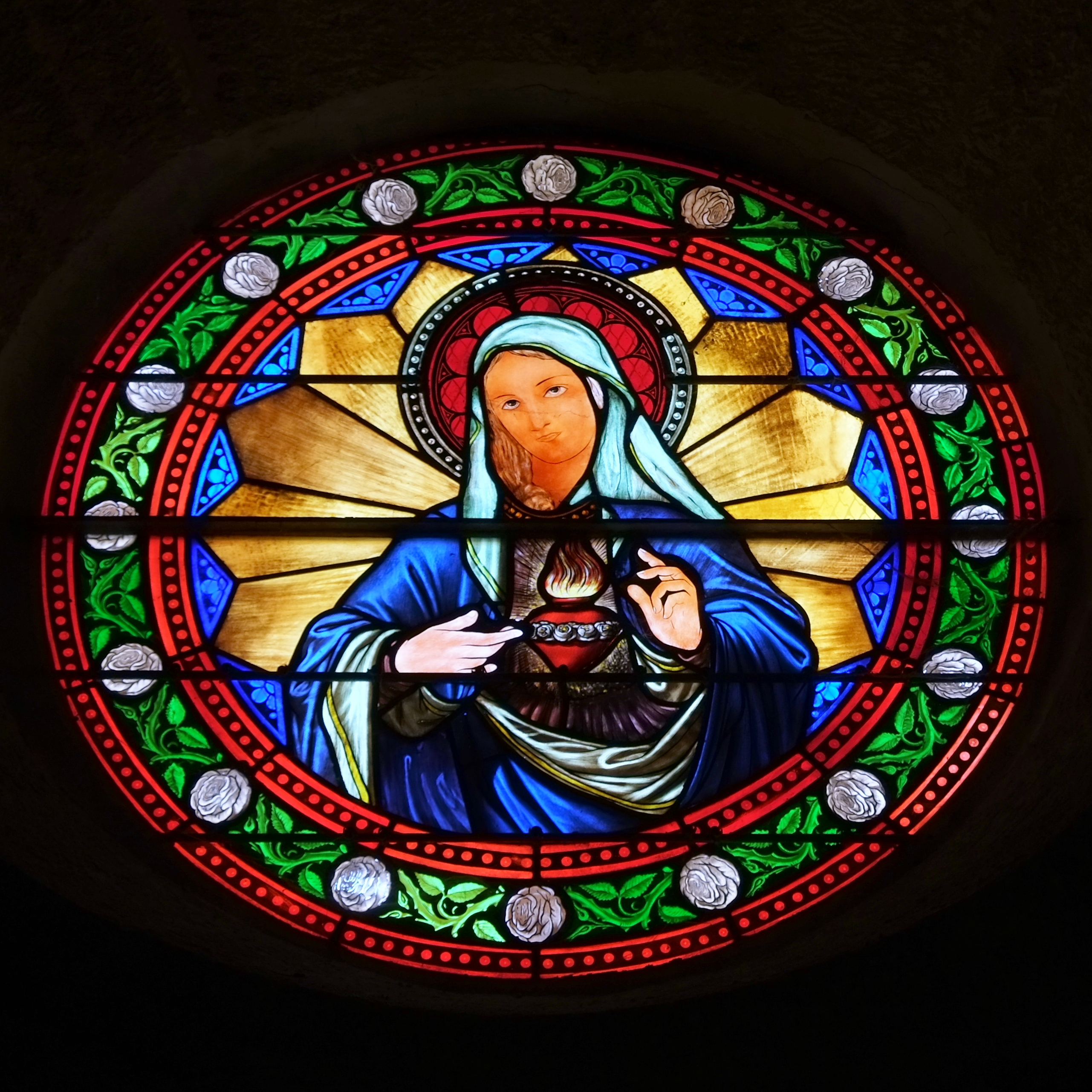
Le Cœur Immaculé de Marie
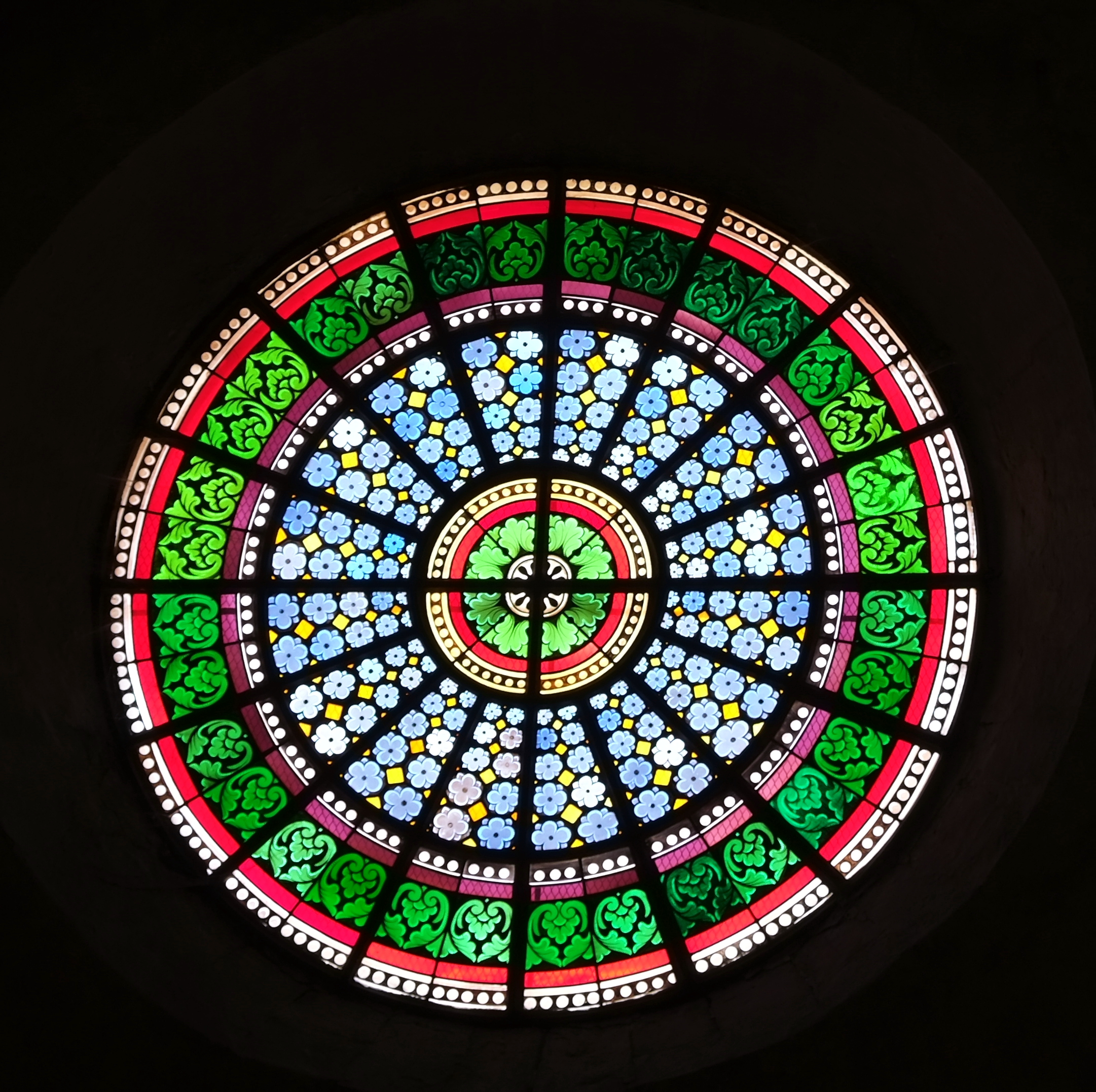
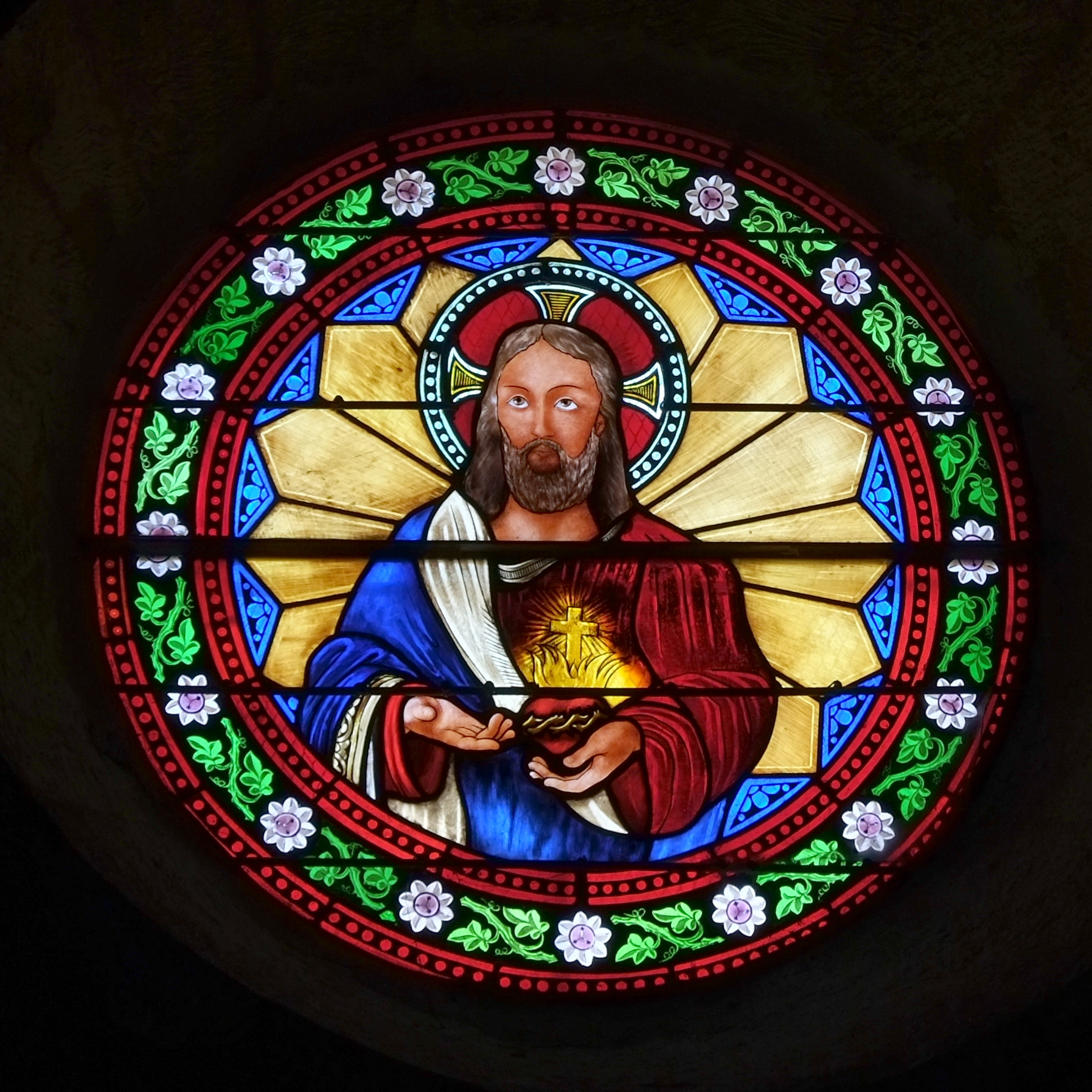
Le Sacré-Cœur de Jésus
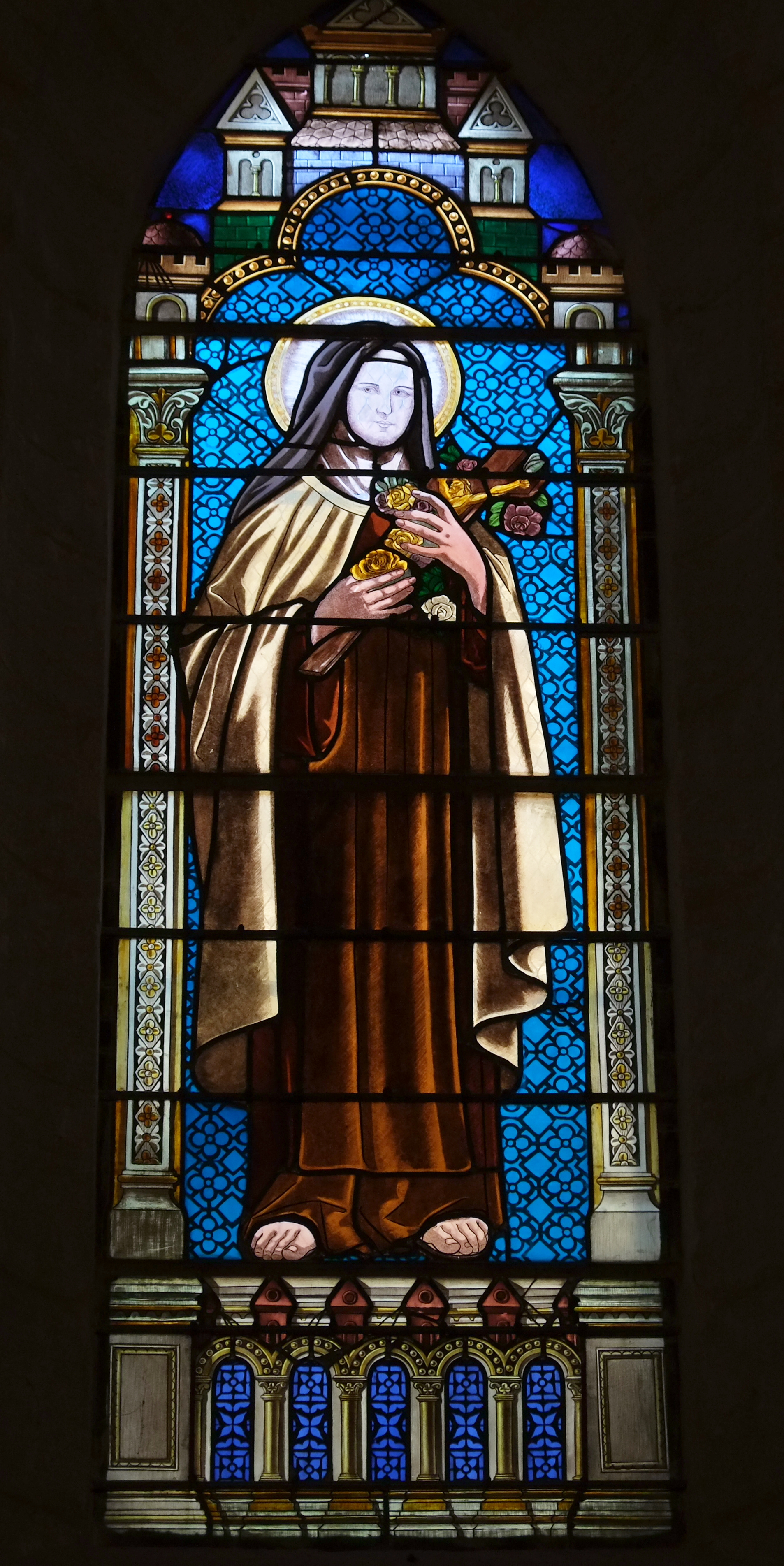

### Personnalités liées à la commune
- Joseph Pagès (1754-1814), général des armées de la République et de l'Empire, né à Connaux, décédé à Lille.
- Léopold Merle dit Duzas (1857-1918), artiste lyrique ténor français, y est né.
- Emmanuel Gounot (1885-1960) y est né.

## Héraldique
| Blason de Connaux | Blason  | De vair, à un pal losange d'argent et d'azur.    |
| Blason de Connaux | Détails | Le statut officiel du blason reste à déterminer. |